# Vuurtoren van Browns Point
Browns Point Light of Browns Point Lighthouse  is een vuurtoren op Browns Point in de Amerikaanse deelstaat Washington, nabij de stad Tacoma. Rond de vuurtoren ligt een park.
De toren werd in 1933 gebouwd door de United States Lighthouse Service. In 1887 was er al een primitieve vorm van bebakening aanwezig. In 1903 werd er een houten constructie van twee verdiepingen geplaatst. Vanaf dan was er een mistsignaal en een licht. Ten slotte werd in 1933 het huidige gebouw afgewerkt. In 1963 werd het licht geautomatiseerd. 